# الوجبة (قفل شمر)

تعديل مصدري - تعديل

الوجبة هي إحدى قرى عزلة شمرين بمديرية قفل شمر التابعة لمحافظة حجة، بلغ تعداد سكانها 1079 نسمة حسب تعداد اليمن لعام 2004.